# Ettore Montanaro
Ettore Montanaro (Francavilla al mare, 22 febbraio 1888 – Roma, 28 gennaio 1962) è stato un musicista, compositore e direttore d'orchestra italiano.

## Biografia
Ettore Montanaro nacque a Francavilla al Mare il 22 febbraio 1888.
Iscritto al Conservatorio di San Pietro a Majella a Napoli anche grazie all’interessamento di Francesco Paolo Tosti, compì gli studi come allievo di Giuseppe Martucci, Camillo De Nardis, Nicola D'Arienzo e Daniele Napolitano.
Profondo conoscitore della tecnica pianistica, compose sin da giovanissimo un’operina dal titolo Jolanda che, rappresentata al teatro di Francavilla al Mare, suscitò l’interesse del Maestro Francesco Paolo Tosti con il quale, negli anni successivi, instaurò un rapporto di grande amicizia.
Tra le prime composizioni di Ettore Montanaro figura una sonata per violino e pianoforte dedicata a Claude Debussy e a lui inviata e, la “Sonata in sol maggiore” per la quale lo stesso Debussy scrisse una lusinghiera lettera di elogio.
Vanno anche citate le dodici liriche per canto e pianoforte che furono dedicate al maestro Tosti.
Nei primi anni venti Ettore Montanaro portò a termine il poema sinfonico Abruzzo sui temi dei canti popolari abruzzesi, eseguito con successo nel 1924 a Budapest e, più tardi, eseguito anche all’Auditorium della Rai sotto la direzione del Maestro Pietro Argento. 
Compose anche numerose liriche per canto e pianoforte, alcune delle quali furono eseguite al Teatro Eliseo di Roma e trasmesse dalle stazioni radiofoniche della Rai.
Dal 1932, fino alla sua morte, si dedicò alla composizione di musiche per film, tra i quali vanno sottolineati alcuni titoli che lo resero celebre: I due misantropi composto nel 1937 in collaborazione con l’allora giovanissimo Alessandro Cicognini, anch'Egli originario di Francavilla al Mare; La portatrice di pane con il quale fu premiato al Festival di Vichy diretto da Maurice Cloche,  La notte delle beffe interpretato da Amedeo Nazzari e che segnò il debutto al cinema di Alberto Sordi.
Alcuni dei film che si avvalsero della colonna sonora scritta dal maestro Montanaro furono, inoltre, Vertigine che aveva come interprete Beniamino Gigli; Silenzio, si gira! con Rossano Brazzi; Il canto della vita con Alida Valli e Mario Pisu; Bufere nel 1953, con un cast d'eccellenza composto da Jean Gabin, Silvana Pampanini e Paolo Stoppa.
Tra le sue tante composizioni (dalle opere liriche alla musica da camera fino alle sonate per piccoli pianisti) sono dei veri e propri capolavori le musiche composte sui testi poetici di grandi poeti del suo tempo, quali “Il mare canta“ di Gabriele D'Annunzio.
Dal 1944 collaborò, come critico musicale per il giornale Il Popolo fino al 1961, anno in cui si ammalò e nel gennaio del 1962 morì nella sua casa di Roma.

## Filmografia parziale
- I due misantropi, regia di Amleto Palermi (1937)
- La portatrice di pane, regia di Maurice Cloche (1950)
- La notte delle beffe, regia di Carlo Campogalliani (1939) con Amedeo Nazzari, Alberto Sordi
- Scarpe grosse, regia di Dino Falconi (1940)
- Cantate con me!, regia di Guido Brignone (1940)
- Vertigine, regia di Guido Brignone (1942) con Beniamino Gigli
- Silenzio, si gira!, regia di Carlo Campogalliani (1943) con Rossano Brazzi
- Il canto della vita, regia di Carmine Gallone (1945) con Alida Valli e Mario Pisu
- Bufere, regia di Guido Brignone (1953) con Jean Gabin, Silvana Pampanini, Paolo Stoppa

## Opere liriche
- Iolanda
- Le astuzie di Zelinda
- Frate Mare
- I diavoli nella foresta
- Abruzzo

## Musica da camera
- Come sorga la luna
- Il peccato di maggio
- Il mare canta
- La fontane
- I mandorli
- Le nubi
- Passaggi
- Tedio di pioggia
- Le grillon
- Invito
- Dedica
- Ninna bambolin

## I Canti della Terra d'Abruzzo
Nel 1924 Montanaro pubblicò a Milano due raccolte dal titolo Canti della Terra d'Abruzzo. Si tratta dell'opera di etnologia popolare regionale più importante dopo gli studi di Gennaro Finamore e Francesco Paolo Tosti sui Canti popolari abruzzesi.  Montanaro raccolse le arie e stornelli dalla voce di popolo, e le rielabora al pianoforte.  Alcuni di questi canti ancora oggi sono eseguiti dai curiosi come "Lamento della vedova - Tutte le fontanelle - Mo ve mo va - Alla Francavillese". Questa raccolta fu rielaborata anche dal M* Giuseppe Di Pasquale con la Corale "Valpescara" per coro, insieme al M* Ennio Vetuschi di Teramo. 
Molto altro materiale di abruzzesistica fu raccolto da Montanaro nella sua casa a Francavilla, che andò distrutta nella seconda guerra mondiale.

## Composizioni per pianoforte
- Corteo umoristico
- Sonata per violino e pianoforte
- Serenata di primavera
- Sensazioni africane
- Festino grottesco
- Voce del ruscello
- Parata di lilliput
- Salmerie
- Corte d’amore
- Sorrisi
- Canta il pescatore
- Dolce laguna
- Il presepio
- La francavillese
- Per i viali
- Falciando le messi
- La preghiera

## Sonate didattiche
- Danza araba
- Piccola fiaba
- I girovaghi
- Tra le messi
- Serenata a Pierrot
- Sorrisi di Colombina
- La pastorella
- Cullando la bambola
- Danza dei moretti
- Lunaire

## Istituzione Culturale Ettore Montanaro
Nel 2013, su iniziativa della nipote Rossella Montanaro, si costituisce a Francavilla al Mare, l'Istituzione Culturale Ettore Montanaro con lo scopo di divulgare il patrimonio musicale dell’insigne maestro. La direzione artistica dell'Istituzione è affidata al compositore Davide Cavuti.

## Premio Ettore Montanaro
L’Istituzione Ettore Montanaro assegna annualmente il riconoscimento Premio Ettore Montanaro al miglior compositore della “Stagione teatrale” del Teatro Sirena di Francavilla al Mare, città natale del noto compositore e direttore d’orchestra.
La giuria è composta per metà dal pubblico abbonato al teatro e per l’altra metà da una commissione tecnica che è presieduta dal compositore e regista abruzzese Davide Cavuti.
Nel 2019, il riconoscimento è stato vinto da Fabrizio Bosso.
Il premio è stato consegnato da Rossella Montanaro, nipote del compositore. Nel 2021, il riconoscimento è stato vinto da Paolo di Sabatino.